# Achille Occhetto

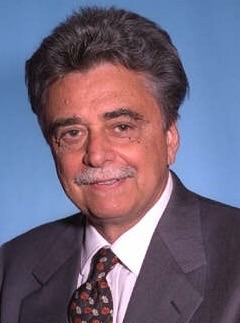
Achille Occhetto

Achille Occhetto (* 3. März 1936 in Turin) ist ein italienischer Politiker. Sporadisch erhielt er den Spitznamen „Akel“. Er wurde 1988 zum Generalsekretär der Partito Comunista Italiano (PCI) gewählt, die sich 1991 in Partito Democratico della Sinistra (PDS) umbenannte. Occhetto blieb bis 1994 an der Spitze der neugebildeten Partei.

## Politische Karriere

### Frühe Parteikarriere
Occhetto ist Sohn einer bürgerlichen Intellektuellen-Familie aus Turin. Mit 17 tritt er in die Jugendorganisation der Kommunisten ein, ist mehrere Jahre Sekretär seiner Sektion in Mailand, wo er Philosophie studierte. Von 1962 bis 1966 war er Nationaler Sekretär der kommunistischen Jugendorganisation FGCI. Im selben Jahr wurde er erstmals in das Zentralkomitee der PCI gewählt. Er fungierte als Leiter der Abteilung Agitation und Propaganda. Von 1969 bis 1977 schloss sich anfangs die Tätigkeit als Sekretär der Provinzleitung der PCI in Palermo, später als Regionalsekretär in Sizilien an, wobei er sich u. a. im Kampf gegen die Mafia engagierte. Ab 1976 vertrat er den Wahlkreis Palermo in der italienischen Abgeordnetenkammer. Nach seiner Rückkehr in die römische Parteizentrale übernahm er zunächst die Leitung der Abteilung Schule und Universitäten, danach die Abteilung für süditalienische Angelegenheiten. 1983 wurde er, während der Amtszeit Enrico Berlinguers als Generalsekretär, in das Parteisekretariat gewählt.

### Generalsekretär der PCI und Wende von Bolognina
Nach seiner Berufung zum nationalen Koordinator der PCI im Jahre 1986 war er beim vorzeitigen Rücktritt von Alessandro Natta als Generalsekretär dessen prädestinierter Nachfolger, zumal er bis dahin auch als einziger stellvertretender Generalsekretär amtiert hatte. Auf einer Sitzung des Zentralkomitees und der Kontrollkommission der PCI am 21. Juli 1988 wurde Occhetto in einer erstmals offenen Abstimmung bei drei Gegenstimmen und fünf Enthaltungen zum Chef seiner Partei gewählt. Zudem errang er 1989 einen Sitz im Europäischen Parlament.
In seiner Amtszeit als Generalsekretär hatte sich der PCI nach dem Fall der Berliner Mauer mit dem Niedergang des kommunistischen Systems der Sowjetunion auseinanderzusetzen. Deshalb erklärte Occhetto das kommunistische Experiment für beendet und löste die PCI auf, um eine neue linke Partei, die PDS, zu gründen. Damit ging auch ein Wechsel von der Vereinigten Europäischen Linken zur sozialistischen Fraktion im Europaparlament einher. Diese politische Wende (in Italien als Bolognina bezeichnet) wurde von schätzungsweise einem Drittel der PCI-Mitglieder nicht akzeptiert, welche sich der PDS nicht anschlossen und stattdessen die Partito della Rifondazione Comunista (PRC) gründeten.

### Nach der Zeit als Generalsekretär
Bei den Parlamentswahlen 1994 trat Occhetto als Gegenkandidat zu Silvio Berlusconi (Forza Italia) an und gab infolge seiner Wahlniederlage das Amt des Generalsekretärs an Massimo D’Alema ab. 2001 schied er – nach 25 Jahren und sieben Legislaturperioden – aus der Abgeordnetenkammer aus. Stattdessen wurde Occhetto als Vertreter der Region Kalabrien in den italienischen Senat gewählt, wo er bis 2006 der „gemischten Gruppe“ fraktionsloser Senatoren angehörte.
Zur Europawahl 2004 trat Occhetto nicht für seine eigene Partei (die sich inzwischen in Democratici di Sinistra, DS, d. h. Linksdemokraten, umbenannt hatte) an, sondern gründete eine Liste mit dem ehemaligen Anti-Korruptions-Staatsanwalt Antonio Di Pietro und seiner Partei Italia dei Valori. Nach Meinungsverschiedenheiten mit Di Pietro überließ er sein Mandat jedoch unmittelbar nach der Wahl Giulietto Chiesa, einem ehemaligen kommunistischen Journalisten. Im November 2004 rief er mit Chiesa, Elio Veltri, Paolo Sylos Labini, Antonello Falomi und Diego Novelli die Vereinigung Il Cantiere per il bene comune („Die Baustelle für das Gemeinwohl“) ins Leben und wurde zu deren nationalem Koordinator bestimmt. Als Antonio Di Pietro im Mai 2006 zum Infrastrukturminister ernannt wurde, rückte Occhetto doch noch für diesen ins Europaparlament nach. Anders als Di Pietro, der der liberalen ALDE-Fraktion angehört hatte, schloss sich Occhetto wieder der sozialdemokratischen Fraktion an. Nach wenigen Monaten verzichtete er jedoch wiederum auf seinen Sitz und wurde von Beniamino Donnici (einem ehemaligen Mitglied des neofaschistischen MSI) abgelöst.
An der 2007 beschlossenen Fusion der Democratici di Sinistra mit weiteren Mitte-links-Parteien zur Partito Democratico wollte sich Occhetto nicht beteiligen. Am 14. Dezember 2007 schloss er sich der von linken Abweichlern der DS gegründeten Sinistra Democratica an. Diese ging 2009 in der Sinistra Ecologia Libertà (SEL) auf. In dieser hatte Occhetto jedoch keine leitende Funktion mehr. Anlässlich der Parlamentswahl 2018 rief er zur Unterstützung der pro-europäischen Liste +Europa der Spitzenkandidatin Emma Bonino auf.